# Карп-Лейк (Мічиган)
Карп-Лейк (англ. Carp Lake) — переписна місцевість (CDP) в США, в окрузі Еммет штату Мічиган. Населення — 356 осіб (2020).

## Географія
Карп-Лейк розташований за координатами 45°41′48″ пн. ш. 84°45′9″ зх. д. / 45.69667° пн. ш. 84.75250° зх. д. (45.696718, -84.752556).  За даними Бюро перепису населення США в 2010 році переписна місцевість мала площу 12,37 км², з яких 5,33 км² — суходіл та 7,04 км² — водойми.

## Демографія
Згідно з переписом 2010 року, у переписній місцевості мешкало 357 осіб у 164 домогосподарствах у складі 107 родин. Густота населення становила 29 осіб/км².  Було 526 помешкань (43/км²).
Расовий склад населення:
| - 91,9 % — білих - 3,4 % — корінних американців - 0,6 % — чорних або афроамериканців |

До двох чи більше рас належало 3,9 %. Частка іспаномовних становила 0,6 % від усіх жителів.
За віковим діапазоном населення розподілялося таким чином: 16,2 % — особи молодші 18 років, 54,9 % — особи у віці 18—64 років, 28,9 % — особи у віці 65 років та старші. Медіана віку мешканця становила 51,7 року. На 100 осіб жіночої статі у переписній місцевості припадало 94,0 чоловіків;  на 100 жінок у віці від 18 років та старших — 99,3 чоловіків також старших 18 років.
Середній дохід на одне домашнє господарство  становив 48 569 доларів США (медіана — 49 583), а середній дохід на одну сім'ю — 55 516 доларів (медіана — 48 984). Медіана доходів становила 37 500 доларів для чоловіків та 35 417 доларів для жінок. За межею бідності перебувало 9,0 % осіб, у тому числі 0,0 % дітей у віці до 18 років та 8,4 % осіб у віці 65 років та старших.
Цивільне працевлаштоване населення становило 164 особи. Основні галузі зайнятості: мистецтво, розваги та відпочинок — 28,7 %, освіта, охорона здоров'я та соціальна допомога — 23,2 %, будівництво — 11,0 %, транспорт — 7,9 %.